# Ozka pot globoko do severa
Ozka pot globoko do severa je šesti roman avstralskega pisatelja Richarda Flanagana, ki je zanj leta 2014 prejel Bookerjevo nagrado.  
Roman se dogaja v času druge svetovne vojne in opisuje življenje avstralskega zdravnika Dorriga Evansa. V prvem delu je opisano njegovo življenje pred vojno, ko se zaplete v ljubezensko razmerje s stričevo ženo. Osrednji del opisuje čas, ko je bil japonski vojni ujetnik. Ujeti vojaki zavezniških sil so, skupaj z azijskimi civilisti v delovnih taboriščih burmanske džungle gradili burmansko železnico, imenovano tudi »železnica smrti«. V zadnjem delu roman opisuje Dorrigovo življenje po vojni, ko ga, kljub medijski prepoznavnosti, razjedata občutek krivde in osebnega propada.
Naslov knjige si je Flanagan izposodil pri japonskem epu iz 17. stoletja, Oku no Hosomichi, Matsua Bashoja.